# Biblioteca médico científica Republicana
La Biblioteca médico científica Republicana (en bielorruso: Рэспубліканская навуковая медыцынская бібліятэка) presta servicios a los científicos y especialistas, instituciones de investigación y las instalaciones de tratamiento médico y de prevención, centros de enseñanza y otros centros sanitarios de la República de Bielorrusia con los servicios de información y biblioteca.
La biblioteca publica informes científicos, referencias y publicidad, incluyendo las variantes electrónicas, produce edición literaria y técnica, diseño de arte, preparación y la copia del material de circulación limitada, y formas y productos de presentación.